# جوکار (مارگون)
جوکار، مرکز دهستان دالون و روستایی از توابع بخش مرکزی شهرستان مارگون در استان کهگیلویه و بویراحمد ایران است.

## جمعیت
این روستا در دهستان دالون قرار دارد و براساس سرشماری مرکز آمار ایران در سال ۱۳۸۵، جمعیت آن ۳۶۸ نفر (۷۳خانوار) بوده‌است.